# Allee der Kosmonauten (Berlin)
Die Allee der Kosmonauten ist eine in den 1970er Jahren entstandene Hauptverkehrsstraße in den Berliner Bezirken Lichtenberg und Marzahn-Hellersdorf. Sie führt in West-Ost-Richtung vom Ortsteil Lichtenberg als Fortsetzung der Herzbergstraße über die Rhinstraße, kreuzt im Ortsteil Marzahn die Märkische Allee und geht an der Landsberger Allee in die Raoul-Wallenberg-Straße über.

## Geschichte
Die Allee der Kosmonauten ist eine völlig neu angelegte Straße, die in ihrer Trassierung allerdings Teile der Geißenweide integriert. Die Verlängerung des von Westen kommenden Verkehrsweges Herzbergstraße über den neu erbauten Abschnitt der Rhinstraße hinweg bis zur Marzahner Chaussee wurde 1975 zunächst in Springpfuhlstraße (nach einem Teich gleichen Namens) benannt. Der gesamte Straßenzug der späteren Allee der Kosmonauten war zu diesem Zeitpunkt noch im Bau bzw. nur zum Teil fertiggestellt.

## Namensherkunft
Um den Weltraumflug des sowjetischen Fliegerkosmonauten Oberst Waleri Bykowski und des deutschen Forschungskosmonauten Oberstleutnant Sigmund Jähn mit dem Raumschiff Sojus 31 zur Raumstation Saljut 6 zu würdigen, erhielt die damalige Springpfuhlstraße am 22. September 1978 in Anwesenheit der beiden Raumfahrer ihren heutigen Namen. (Jähn war der erste Deutsche im Weltraum. Der Flug fand vom 26. August bis 3. September 1978 statt.)

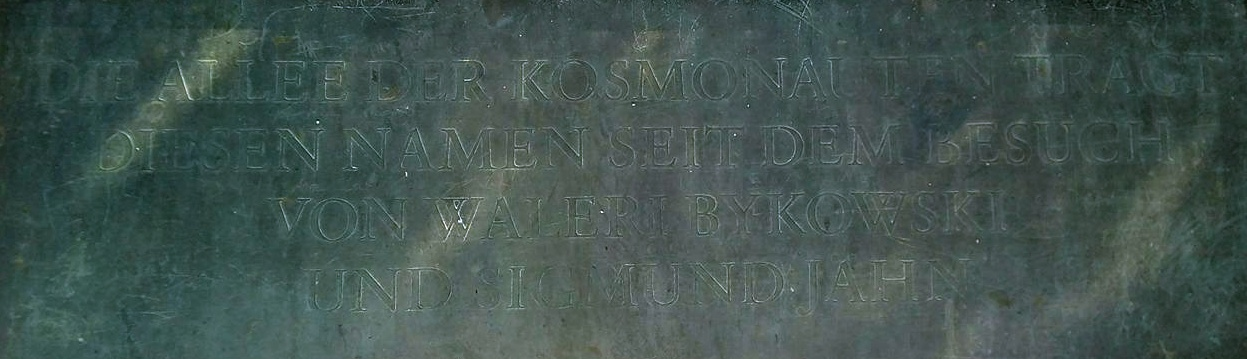
Relief zur Namensgebung (Legende)

Kosmonaut ist die aus dem Russischen übernommene Bezeichnung für einen Raumfahrer, analog dem aus dem anglo-amerikanischen Sprachraum stammenden Astronauten. Bykowski und Jähn wurden am 21. September 1978 vom Ost-Berliner Magistrat und von der Stadtverordnetenversammlung mit der Ehrenbürgerschaft der Stadt Berlin geehrt und nach 1989 in die Senatsliste der Berliner Ehrenbürger übernommen.

## Verlauf
Die Straße beginnt am Westeingang des Evangelischen Krankenhauses Königin Elisabeth Herzberge zunächst als Fußweg und Straßenbahntrasse. Danach knickt sie zweifach ab und führt bis zur Landsberger Allee im Norden. Vor der Rhinstraße gibt es einen südlichen Fortsatz, die Hausnummern 16–25. An der Kreuzung mit der Rhinstraße wird die Bezirksgrenze zu Marzahn-Hellersdorf (Ortsteil Marzahn) überquert. Anschließend verläuft die Allee der Kosmonauten durch ein Gewerbegebiet und kreuzt am Bahnhof Springpfuhl die S-Bahn. Weiter östlich tangiert sie den Helene-Weigel-Platz mit seinen drei weithin sichtbaren 25 Stockwerke hohen Wohnhochhäusern und dem denkmalgeschützten alten Rathaus Marzahn, das nach der Verwaltungsreform des Jahres 2001 als Tagungsort der Bezirksverordnetenversammlung Marzahn-Hellersdorf genutzt wurde.
Im Bereich des Helene-Weigel-Platzes bildet die Straße einen verschlungenen nördlichen Arm (der einen fußläufigen Anschluss an den Murtzaner Ring und nach Alt-Marzahn hat). Die Bereiche Nummern 88–144 zwischen Eitel- und Elisabethstraße gehören zum Ortsteil Biesdorf, der größere Rest (bis Nummer 203) zu Marzahn. Die Straße bildet in ihrem mittleren Abschnitt die Ortsteilgrenze zu Biesdorf.

## Bauten
Entlang der Allee der Kosmonauten, die im Volksmund schlicht AdK genannt wird, erstrecken sich Gewerbegebiete und große Wohngebiete in meist elfgeschossiger Plattenbauweise. Zwischen der Rhinstraße und der Märkischen Allee ist der Straßenabschnitt von Gewerbebauten geprägt. Nördlich der Allee der Kosmonauten 28–33 wurden ab 1991 Büro- und Hallenkomplexe saniert und modernisiert sowie ein neues Büro- und Geschäftshaus und Gewerbehöfe errichtet. Ab dem S-Bahnhof Springpfuhl beginnt die Wohnbebauung.

## Verkehr
Nahezu auf ihrer gesamten Länge wird die AdK von Straßenbahnen (Linien M8 und 18) befahren, die eine eigene Trasse überwiegend in der Straßenmitte haben. Die Strecke wurde 1975 bis zur Rhinstraße angelegt, 1979 bis zur Elisabethstraße und 1982 noch weiter verlängert. Die alten Straßenbahn-Haltestellenhäuschen aus Beton, die nach 1989 schrittweise ersetzt wurden, waren mit futuristischen und Raumfahrtmotiven bemalt. Darüber hinaus erschließen einige Omnibuslinien die Magistrale (X54, 154, 192, 194).

## Kunst, Kultur, Bildung, Soziales

### Kunst

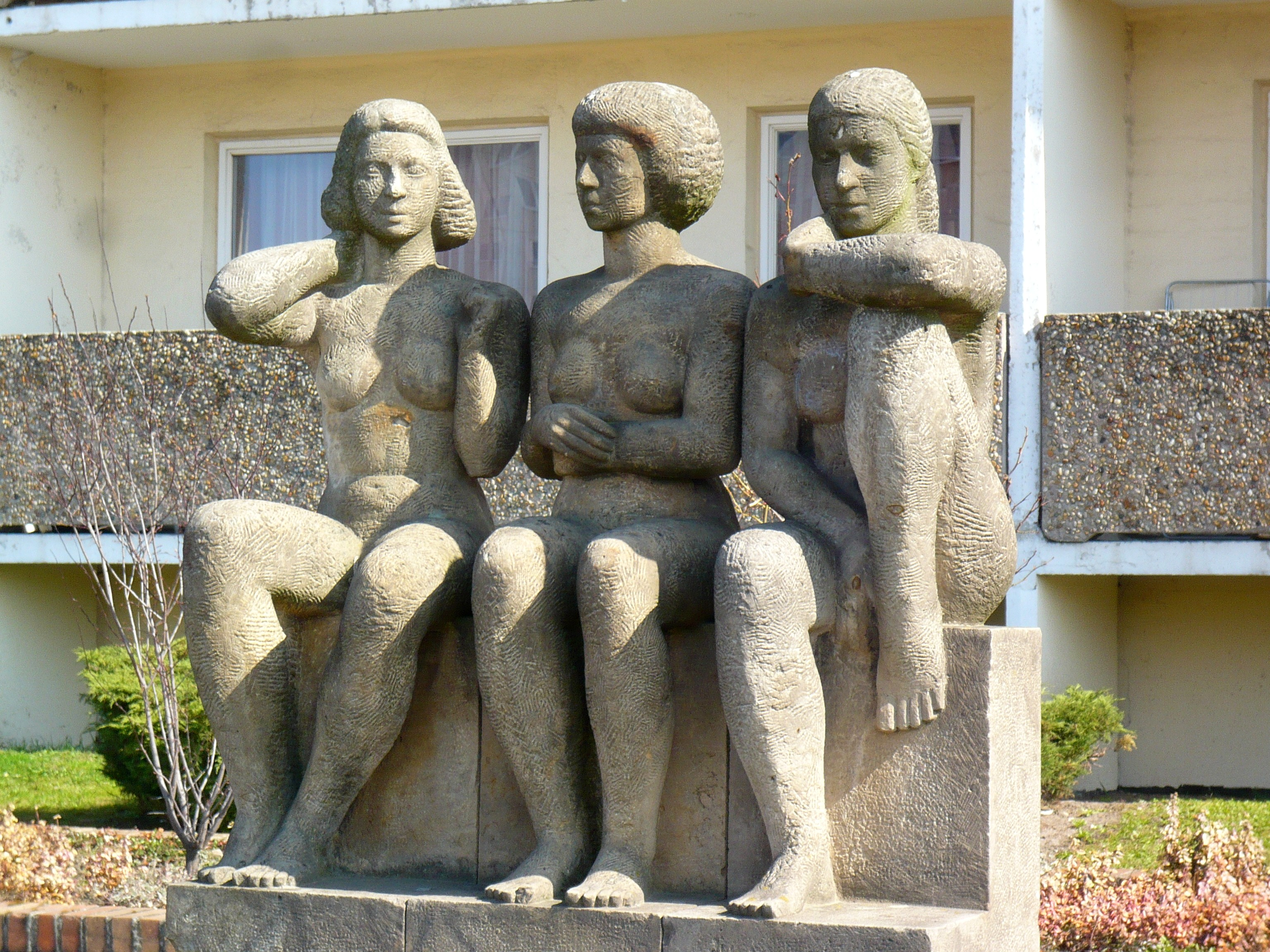
Skulptur: Drei sitzende Frauen

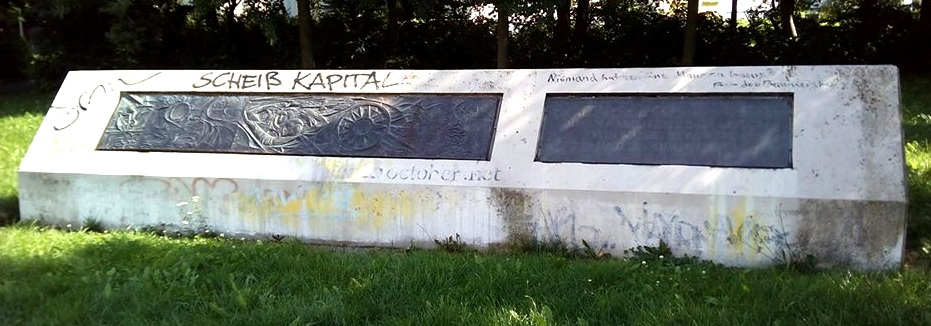
Allee der Kosmonauten, Relief zur Namensgebung (Gesamtansicht, Zustand im August 2017)

- Vor dem Haus Nummer 58 wurde 1982 eine Brunnenskulptur aufgestellt: Stillleben Gedeckter Tisch, angefertigt von Emerita Pansowová.[4]
- Vor dem Haus Nummer 68 – zwischen zwei Zehngeschossern auf Höhe der Marchwitzastraße – steht eine zehn Meter hohe Betonskulptur Richtkrone. Der Bildhauer Alfred Bernau hat das Denkmal zur Erinnerung an die Fertigstellung der ersten Häuser des neuen Großbezirks Marzahn 1974 geschaffen.
- Wenige Meter daneben erinnert ein in einen Betonsockel eingelassenes Relief an die Namensverleihung 1978.
- Das gesamte Hochhaus Nummer 145 wurde 2012/2013 von der französischen Streetart-Gruppe CitéCréation als FlowerTower gestaltet. Die Auftragsarbeit der Wohnungsgenossenschaft Friedenshort e. G. hat das Gesicht des Gebäudes total verändert.[5] Es ist das derzeit höchste Fassadenkunstwerk Europas.[6]
- Vor dem Gebäudetrakt Nummer 194 befindet sich eine Sandsteinskulptur Drei sitzende Frauen auf einem Steinsockel (siehe Bild). Die Figuren wurden vom Bildhauer Manfred Hübner angefertigt und an dieser Stelle im Jahr 1985 aufgestellt.[7]
- An der Plansche am Anger laden vier Edelstahl-Stelen als manuell zu betätigende Sprühduschen auf einer befestigten ebenerdigen Fläche zum sommerlichen Vergnügen. Entwurf und Ausführung stammen vom Grünflächenamt Marzahn.

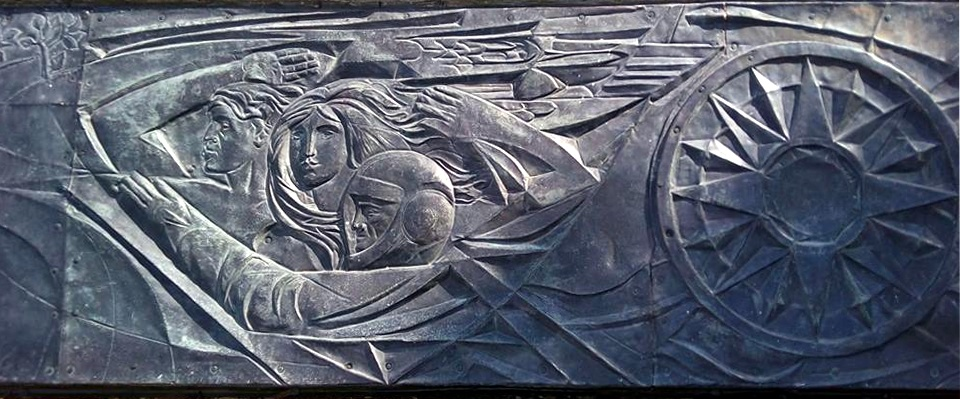
Relief zur Namensgebung, Detail

### Kultur
- An der Adresse Allee der Kosmonauten 25 hat sich in einem Flachbau das International Gospel Center etabliert. Der eingetragene gemeinnützige Verein firmiert auch als Internationale Christliche Gemeinde und gibt als allgemeine Zielstellung an, Barmherzigkeit zu üben und Menschen in Not zu helfen.[8]
- Statttheater Lichtenberg, Allee der Kosmonauten 67[9]
- Jugendklub Treibhaus, Allee der Kosmonauten 170
- Russische Orthodoxe Kirche Marzahn, Allee der Kosmonauten 184–188[10]

### Schulen und Sport
- Das OSZ Energietechnik II (Hein-Moeller-Schule: Nummer 18),[11] die Internationale Lomonossow-Schule Marzahn (benannt nach dem russischen Universalgelehrten Michail Lomonossow)[12] sowie das Wilhelm-von-Siemens-Gymnasium sind in der Straße angesiedelt. Auf dem Gelände der Lomonossow-Schule befand sich bis 2007 das Mahatma-Gandhi-Gymnasium.
- Akademie für Berufsförderung und Umschulung gGmbH (Berufsfachschule für kaufmännische Assistenten und Bürokommunikation; im Aufbau) unter Nummer 35a.
- Auf dem Gelände Allee der Kosmonauten 22/22A errichtete der Senat von Berlin im Rahmen der Berliner Schulbauoffensive auf einem 3,8 Hektar großen Gelände eine Doppelschule: eine Integrierte Sekundarschule und ein Gymnasium, dazu eine Doppelsporthalle, rund 500 Fahrradbügel und Freiflächen. Bauherrin im Auftrag des Senats ist die Howoge. Für den Bau mussten 94 Bäume gefällt werden (verbindliche Ersatzpflanzung von 152 Bäumen nach Abschluss der Bauarbeiten). Die Einweihung der nach dem Modell einer Compartmentschule organisierten Bildungseinrichtung soll zum Schuljahr 2024/25 erfolgen. Es ist die größte Schule Berlins.[13]

- Im Bereich der Allee der Kosmonauten befinden sich zahlreiche Sportstätten, darunter Hallen und offene Sportplätze.

### Soziales
In der Allee der Kosmonauten 23b befindet sich das Wohn- und Pflegezentrum am Landschaftspark Herzberge. Hier werden Menschen mit Demenz gepflegt, entweder als Tagespflege oder als vollstationäre Pflege in fünf Wohngemeinschaften mit je neun Personen. Den Bewohnern ermöglicht der Künstler und Schauspieler Sebastian Kommerell das Malen mit Ölfarben; die Bilder werden in einer eigenen Kunstgalerie ausgestellt und oft von den Bewohnern selbst oder ihren Angehörigen betrachtet.